# Hubert Stier

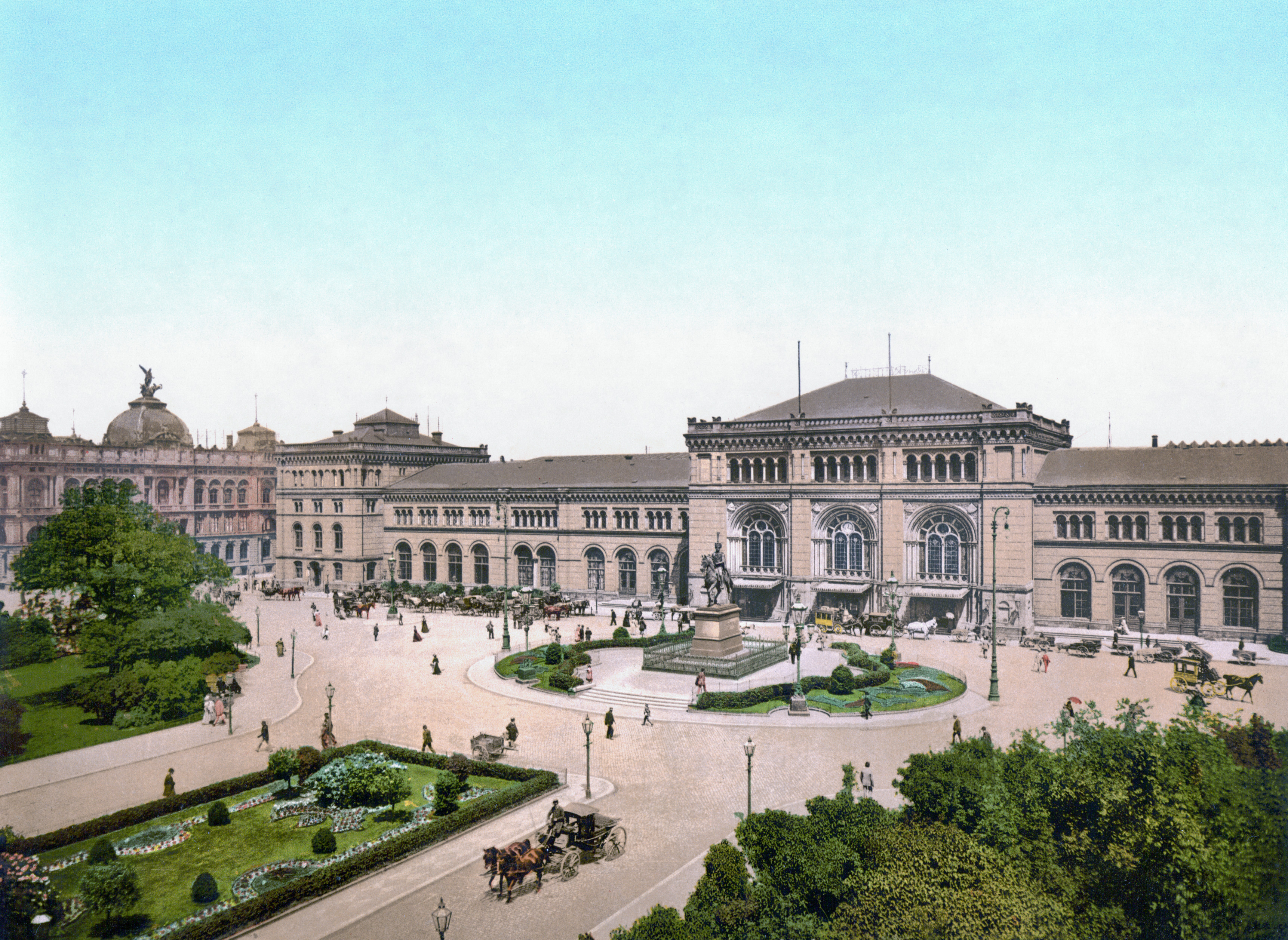
Estación Central de Hanóver (1900).

Hubert Oswald Stier (Berlín, 27 de marzo de 1838 - Hanóver, 25 de junio de 1907) fue un arquitecto alemán. Construyó principalmente estaciones de ferrocarril, museos e iglesias en estilo neorrenacentista, ante todo en Berlín y Hanóver.

## Biografía
Hubert Stier era hijo del arquitecto berlinés Wilhelm Stier (1799–1856). Después de estudiar en Berlín, recibió formación profesional en el buró de su padre y en 1862 emprendió un viaje de estudios a Italia. Como parte del buró del arquitecto Hermann Friedrich Waesemann participó entre 1863 y 1864 en la construcción del Ayuntamiento Rojo de Berlin-Mitte. Después de nuevos viajes de estudios a Francia e Italia entre 1866 y 1868, en 1868 fue nombrado arquitecto jefe en Berlín. A partir de 1876 trabajó como arquitecto departamental en la dirección de ferrocarriles de Hanóver, donde firmó como responsable del segundo proyecto para la nueva estación central a construir. El primer proyecto del arquitecto berlinés Friedrich Hitzig se había cancelado a consecuencia de la resistencia política por parte de las asociaciones de ciudadanos de Hanóver. El proyecto de Stier combinaba los estilos de arco de Berlín y de Hanóver, junto con ideas originales. La ejecución técnica de la estación principal con su adelantado concepto de túnel de equipaje y pasajeros por debajo de un nivel de rieles y andenes, que en el extranjero después se denominó "sistema Hanóver", fue diseñada por Ernst Grüttefien. En 1880 Stier asumió como profesor de la Universidad Técnica de Hannover, en 1883 como catedrático, en 1899 fue nombrado consejero de construcción, en 1905 ascendido al grado de Geheimer Rat. En 1895 Hubert Stier ganó además el concurso para el Nuevo Ayuntamiento en Hanóver, que, sin embargo, finalmente no llegó a ejecutarse según su diseño. Aparte de edificios comerciales en Hanóver, actuó como responsable de numerosas construcciones de
- iglesias: 1875–1877 Iglesia del Corazón de Jesús (Berlin-Charlottenburg), 1896–1897 Iglesia Reformada de Hanóver en Waterlooplatz, 1903–1905 Iglesia de San Pablo Berlín-Zehlendorf
- restauraciones de iglesias: 1867–1868 Iglesia de San Nicolás Eisenach, 1872–1877 Catedral de Limburgo, 1880–1888 Iglesia de Nuestra Señora de Arnstadt
- estaciones: Suderburg, 1882–1884 Hildesheim, 1886–1888 Uelzen (ahora Estación Hundertwasser), 1886-1889 Kreiensen, 1895–1897 Harburg (ahora Hamburg-Harburg), 1886–1889 Bremen
- ayuntamientos: 1892 Geestemünde
- oficinas postales: 1882 Arnstadt, 1883 Parchim, 1884 Hameln
- monumentos: 1893–1902 Monumento al Emperador Guillermo en Hohensyburg

Entre las grandes construcciones que realizó en Hanóver se cuentan: en 1896–1898 los artificios fluviales contiguos al Leineschloss (demolidos en 1963 durante la era del urbanista Rudolf Hillebrecht) y en 1897–1901 el Museo Provincial (ahora Niedersächsisches Landesmuseum) del Maschpark en estilo monumental neorrenacentista, con obras de los escultores Georg Herting, Karl Gundelach y Georg Küsthardt.
Entre sus obras fuera de Alemania se cuenta el Palacio Municipal de La Plata, Argentina.

## Escritos
- Architektonische Erfindungen von Wilhelm Stier. Editor Hubert Stier. Berlín 1867.
- Die Liebfrauenkirche zu Arnstadt. Studie über die bauliche Entwicklung derselben. Frotscher, Arnstadt 1882. (reedición: Thüringer Chronik-Verlag, Arnstadt 2001.)
- Aus meinem Skizzenbuch. Architektonische Reisestudien aus Frankreich. Wittwer, Stuttgart 1885-1889.
- Romanische Studien. Nach eigenen Ausführungen und Aufnahmen sowie nach Entwürfen der Studierenden der Technischen Hochschule zu Hannover. Editor Hubert Stier. Seemann, Leipzig 1895.